# الرسالة الأخيرة (فلم 1964)
الرسالة الأخيرة هو فيلمٌ مصريٌ أُنتج عام 1964.

## قصة الفيلم
تجد دورية للشرطة، أثناء تجوالها في الصحراء، جثة مجهولة. يتولى المحقق علي فتحي (سامي سرحان) القضية. تتعرف سميرة عبد الرحمن (مديحة سالم) على الجثة التي يتضح أنها لأخيها القتيل، الذي ترك خلفه خمسة أطفال تكفلت سميرة بتربيتهم. تقوم سميرة باتهام عبد الحفيظ (توفيق الدقن) تاجر المخدرات. تسقط التهمة عن عبد الحفيظ لعدم وجود دليل ضده، ولذلك يقدم بلاغاً ضد سميرة، فيصدر بحقها حكم غيابيٌ بالسجن لمدة سنة.
تتعرف سميرة على الصحفي حسين عبد الحميد (يوسف فخر الدين) عند بائع ذرة مشوي. يعجب حسين بسميرة. تسقط مفكرة من حقيبة سميرة أثناء إخراجها نقوداً من الحقيبة دون أن تدري. وهي مفكرة أخيها القتيل الذي كتب أرقاماً غير مفهومة تمثل رموزاً لأفراد عصابة عبد الحفيظ.
يتصل الصحفي حسين بأحد الأرقام الظاهرة في المفكرة، فيرد عليه المجرم عبد الحفيظ مدعياً أنه والد سميرة، وأنه سيأتي ليأخذ المفكرة. لكن حسين يكتشف كذب عبد الحفيظ بعد الاطلاع على المذكرة. ولذلك يقرر أن لا يعطيها له. في هذه الأثناء ترسل سميرة سائق تاكسي (حسين إسماعيل) ليأخذ المفكرة من حسين، لكن حسين يرده لظنه أن من بعثه هو عبد الحفيظ. ولذلك تقرر سميرة أن تنزل بنفسها لشقة حسين، لكنها لم تعلم أن المجرم عبد الحفيظ يترصدها، فقام بصدمها بسيارته هادفا إلى قتلها. لكنها تنجو من الموت، وتُنقل إلى المستشفى.
تقوم سيدة غامضة تدعى نوال (زينب محمد) بأخذ المفكرة من حسين. تعتقد سميرة أن نوال تتبع سنية  (سميرة محسن)، مساعدة عبد الحفيظ، والتي كانت تسعى للزواج من شقيقها القتيل. لكن الصحفي حسين يستنتج أن عبد الحفيظ لا يعلم بأمر المذكرة. فتعتقد سميرة أن سنية تريد ابتزاز عبد الحفيظ بالمذكرة. فتتصل بعبد الحفيظ لتوقع بينه وبين سنية. لكن سنية تنتبه للخدعة، فتقوم رفقة عبد الحفيظ للذهاب إلى بيت حسين، حيث تتواجد سميرة للتخلص منهما. وهنا يظهر الضابط علي فتحي الذي كان يراقب الجميع، ويتضح أنه هو من أرسل نوال لأخذ المفكرة. يُلقى القبض على العصابة، ويتزوج حسين من سميرة.

## وصلات خارجية
- مقالات تستعمل روابط فنية بلا صلة مع ويكي بيانات

## مصدر
1. ↑  مديحة سالم ديانتها زوجها ميلادها وفاتها معلومات عنها وصور نسخة محفوظة 2021-09-12 على موقع واي باك مشين.
2. ↑  لماذا لا تكرم «الثقافة» الفنان محمد كامل حسن الذى ساهم في نجاح شادية وعماد حمدى ومديحة يسرى ؟ نسخة محفوظة 2017-10-28 على موقع واي باك مشين.